# 夕暮れマエストロ
『夕暮れマエストロ』（ゆうぐれマエストロ）は、日本のバンドSunSet Swishの3作目のアルバム。

## 概要
前作『PASSION』から1年7ヶ月ぶりのアルバム。11thシングル「さくらびと」のリリース時に発表された。
「あすなろ」「さくらびと」のシングル2曲と、2009年に配信でのみリリースされていた楽曲「浪漫少年」を含む、全12曲を収録。初回生産盤にはDVDが付属する。

## 収録曲
シングル曲については各作品の記事も参照。
1. 瞬きもせず [3:28]
（作詞：佐伯大介 作曲：石田順三 編曲：鶴谷崇・SunSet Swish）
2. 遠くへ [4:39]
（作詞・作曲：石田順三 編曲：鶴谷崇・SunSet Swish）
3. さくらびと [5:23]
（作詞・作曲：石田順三 編曲：坂本昌之・SunSet Swish）
11thシングル。
4. さよならを言えなかった [4:40]
（作詞・作曲：石田順三 編曲：鶴谷崇・SunSet Swish）
5. La Digo [4:22]
（作詞・作曲：冨田勇樹 編曲：松浦晃久・SunSet Swish）
6. 浪漫少年 [5:09]
（作詞：SunSet Swish 作曲：石田順三 編曲：松浦晃久・SunSet Swish）
フジテレビ系列『グータンヌーボ』2009年4月-5月期エンディングテーマ。
2009年4月22日に着うた、同年5月6日に着うたフルで配信開始。CDへの収録は本作が初となる。
7. 始めから一つだけ [6:02]
（作詞・作曲：石田順三 編曲：松浦晃久・SunSet Swish）
8. ナイトDEナイト [3:13]
（作詞：冨田勇樹 作曲：石田順三 編曲：鶴谷崇・SunSet Swish）
9. 幸 [4:08]
（作詞・作曲：石田順三 編曲：松浦晃久・SunSet Swish）
10. あすなろ [4:50]
（作詞：冨田勇樹 作曲：石田順三 編曲：鶴谷崇・SunSet Swish）
10thシングル。
11. 夕暮れマエストロ [5:32]
（作詞・作曲：石田順三 編曲：鶴谷崇・SunSet Swish）
12. Heart [2:40]
（作詞・作曲：石田順三 編曲：鶴谷崇・SunSet Swish）

## 演奏
- 石田順三
  - Piano (#1-5.7.9.10.11.12)
  - Wurlitzer (#8)
- 佐伯大介：Vocals & Backing Vocals
- 冨田勇樹：Guitars
- 鶴谷崇
  - Hammond Organ (#1)
  - Keyboards (#4.8.11)
  - School Organ (#10)
- 美久月千晴：Bass (#2.6.11)
- 河村“カースケ”智康：Drums (#2.11)
- 田邊晋一：Percussions (#2.4.10.11.12)
- 山本拓夫：Saxophone (#2)
- 松原秀樹：Bass (#3)
- 鶴谷智生：Drums (#3)
- 金原千恵子ストリングス：Strings (#3)
- 河野允生：Bass (#4.8)
- 浜崎大地：Drums (#4.8)
- 高桑英世：Recorder (#4)
- 松浦晃久
  - Programming (#5.9)
  - Hammond Organ & Rhodes Piano (#7)
- 古川望：Guitars (#6)
- 小田原豊：Drums (#6)
- 坂本昌之：Piano, Hammond Organ (#6)
- 岡雄三：Bass (#7)
- ARMIN T.LINZBICHLER：Drums (#7)
- 中島オバヲ：Percussions (#7)
- 小池弘之ストリングス：Strings (#7)
- YOKAN：Horns (#8)
- 福長雅夫：Percussions (#9)
- 渡辺等：Bass (#10)
- 弦一徹ストリングス：Strings (#10)
- 結城貴弘：Cello (#12)

## DVD収録内容
1. さくらびと 〜Director's Cut〜
2. さくらびと 〜Story Edition〜